# Петар Караклајић
Петар Караклајић (Београд, 1. фебруара 2000) српски је фудбалер, који тренутно наступа за  Звијезду 09.

## Каријера
Караклајић је током лета 2014. године, са екипом Црвене звезде свог узраста учествовао на Турниру пријатељства, који се одржао у Бијељини. Касније је прешао у Вождовац, а као члан тог клуба позиван је у млађе селекције Фудбалског савеза Београда. За млађе селекције Вождовца стандардно је наступао наредних неколико година.
У септембру 2018, Караклајић је добио позив селектора омладинске репрезентације Србије, Ненада Сакића, за пријатељски сусрет са Индијом, на ком је дебитовао за своју екипу. Караклајић је током 2019. године наступао за омладински тим Бродарца са Новог Београда, односно за сениорски састав тог тима у Српској лиги Београда, као бонус играч. Током јесењег дела такмичарске 2019/20, Караклајић је био стрелац 10 погодака, укључујући 8 голова за омладински и 2 за први тим.
Почетком 2020, Караклајић се одазвао првој прозивци Вождовца, код тренера Радомира Коковића, али се нешто касније прикључио саставу новосадског Пролетера, са којим је прошао припреме у Анталији. Током припремног периода наметнуо се тренеру Бранку Жигићу, па је прилику да дебитује у Суперлиги Србије добио на отварању пролећног дела такмичарске 2019/20, против градског ривала, Војводине, на Стадиону Карађорђе. У 23. колу српског шампионата, на гостовању екипи Партизана, Караклајић је по први пут одиграо читав сусрет у дресу Пролетера. На наредном сусрету, против Мачве у Шапцу, у игру је ушао са клупе за резервне фудбалере, док против крушевачког Напретка није играо. По повратку у прву поставу, Караклајић је уписао две асистенције у победи од 5 : 0 над екипом Рада. Због учинка и утицаја на игру на том сусрету, редакција Спортског журнала је Караклајића изабрала за најбољег играча 26. кола Суперлиге Србије.

## Статистика

#### Клупска
Ажурирано 22. јула 2020.
| Клуб              | Сезона   | Лига                | Лига    | Лига   | Национални куп | Национални куп | Европа  | Европа | Остало  | Остало | Укупно  | Укупно |
| Клуб              | Сезона   | Дивизија            | Наступа | Голова | Наступа        | Голова         | Наступа | Голова | Наступа | Голова | Наступа | Голова |
| ----------------- | -------- | ------------------- | ------- | ------ | -------------- | -------------- | ------- | ------ | ------- | ------ | ------- | ------ |
|                   |          |                     |         |        |                |                |         |        |         |        |         |        |
| Бродарац          | 2018/19. | Српска лига Београд | 3       | 0      | —              | —              | —       | —      | —       | —      | 3       | 0      |
| Бродарац          | 2019/20. | Српска лига Београд | 11      | 2      | —              | —              | —       | —      | —       | —      | 11      | 2      |
| Бродарац          | Укупно   | Укупно              | 14      | 2      | —              | —              | —       | —      | —       | —      | 14      | 2      |
|                   |          |                     |         |        |                |                |         |        |         |        |         |        |
| Пролетер Нови Сад | 2019/20. | Суперлига Србије    | 9       | 0      | —              | —              | —       | —      | —       | —      | 9       | 0      |
|                   |          |                     |         |        |                |                |         |        |         |        |         |        |
| Каријера          | Каријера | Каријера            | 23      | 2      | —              | —              | —       | —      | —       | —      | 23      | 2      |
|                   |          |                     |         |        |                |                |         |        |         |        |         |        |